# Janusz Odrowąż-Pieniążek

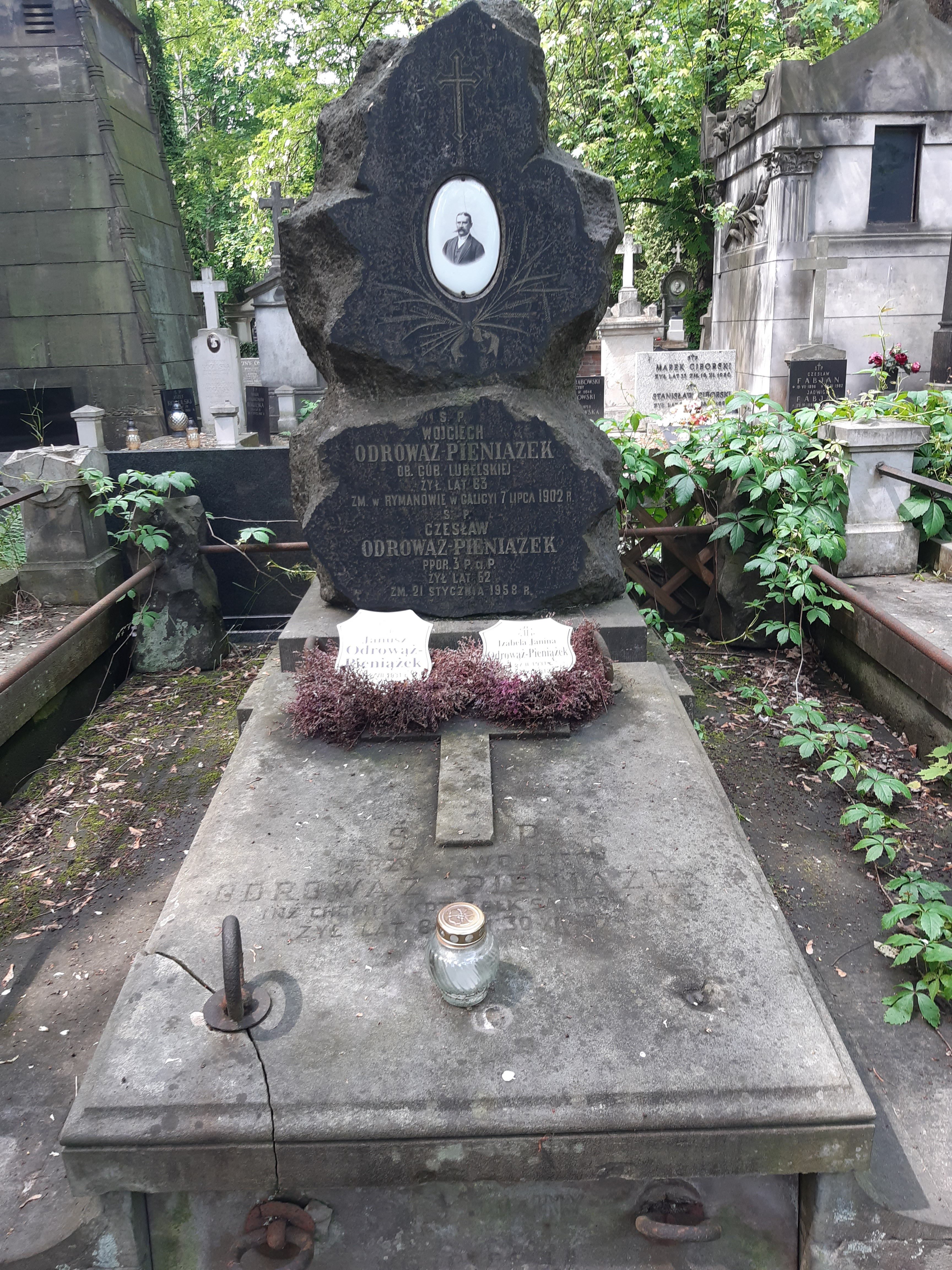
Grób Janusza Odrowąża-Pieniążka na cmentarzu Powązkowskim w Warszawie

Janusz Jacek Odrowąż-Pieniążek (ur. 2 lipca 1931 w Opatowicach, zm. 8 grudnia 2015 w Warszawie) – polski historyk literatury, pisarz i muzeolog, w latach 1972–2009 dyrektor Muzeum Literatury im. Adama Mickiewicza w Warszawie.

## Życiorys
Syn Ludwika Stanisława Pieniążka (1892–1941) i Heleny z domu Daszkiewicz (1905–1947). Ojciec pochodził z rodu pieczętującego się h. Odrowąż; w trakcie II wojny światowej poniósł śmierć w niemieckim obozie koncentracyjnym KL Mauthausen-Gusen.
Ukończył Liceum Ogólnokształcące im. ks. Jana Długosza we Włocławku. Studiował filologię polską i rosyjską na Uniwersytecie Warszawskim oraz filologię polską na Katolickim Uniwersytecie Lubelskim. Magisterium na UW uzyskał w 1960. Od 1949 współpracował z katolickim czasopismem „Dziś i Jutro”, później m.in. ze „Słowem Powszechnym” i „Tygodnikiem Powszechnym”. W latach 1954–1955 był sekretarzem komitetu redakcyjnego Wydania Jubileuszowego „Dzieł” Adama Mickiewicza. Od 1956 do 1972 był pracownikiem naukowym Instytutu Badań Literackich Polskiej Akademii Nauk. W 1967 został sekretarzem komitetu redakcyjnego krytycznego wydania Dzieł Wszystkich Adama Mickiewicza. W 1972 objął stanowisko dyrektora Muzeum Literatury im. Adama Mickiewicza, które zajmował do końca 2009.
Od 1981 był redaktorem naczelnym „Muzealnictwa”. Należał do Towarzystwa Przyjaciół Książki, Towarzystwa Literackiego im. Adama Mickiewicza, polskiego PEN Clubu, ZAiKS-u, Stowarzyszeniu Pisarzy Polskich, Polskiego Towarzystwa Heraldycznego.
Był mężem Izabelli z domu Romanowskiej (1931–2013), miał syna Jacka Ludwika. Pochowany na cmentarzu Powązkowskim.

## Wybrane publikacje
- Opowiadania paryskie, Warszawa 1963; wydanie uzupełnione pt. Coctail u księżny Gieorgijew, Warszawa 1971.
- Teoria fal, Kraków 1964.
- Ucieczka z ciepłych krajów, Warszawa 1968.
- Małżeństwo z Lyndą Winters albo Pamiątka po Glorii Swanson, Warszawa 1971.
- Party na calle Guatemala, Kraków 1974.
- Wielki romans w Bucharze, Kraków 1984.
- Mit Marii Chapdelaine, Warszawa 1985.
- Polonika zbierane po świecie, Warszawa 1992.
- Mickiewicziana zbierane po świecie, Warszawa 1998.
- Głos z szuflady, Warszawa 2002.
- Bulwar Wilshire albo Lądowanie w Kyzył Kija, Wrocław 2004.
- Błagam, tylko nie profesor, Warszawa 2015.

## Odznaczenia i wyróżnienia
- Krzyż Komandorski z Gwiazdą Orderu Odrodzenia Polski (2012)[6]
- Krzyż Komandorski Orderu Odrodzenia Polski (2000)[7]
- Krzyż Kawalerski Orderu Odrodzenia Polski[1]
- Złoty Krzyż Zasługi[1]
- Medal 30-lecia Polski Ludowej
- Medal 40-lecia Polski Ludowej
- Złoty Medal „Zasłużony Kulturze Gloria Artis” (2009)[8]
- Srebrny Medal „Zasłużony Kulturze Gloria Artis” (2005)[8]
- Odznaka „Zasłużony Działacz Kultury”[1].
- Złota Odznaka Honorowa „Za Zasługi dla Warszawy”[9]